# Emero
Der Emero war ein italienisches Volumenmaß für Flüssigkeiten und wurde auch als Wiener Eimer bezeichnet.
In Grandisca entsprach 1 Emero = 40 Boccali = 0,565735 Hektoliter.